# رینا ساتو
رینا ساتو (انگلیسی: Rina Satō؛ زادهٔ ۲ مهٔ ۱۹۸۱) صداپیشگی در ژاپن، و خواننده اهل ژاپن است. وی از سال ۲۰۰۱ میلادی تاکنون مشغول فعالیت بوده‌است.